# Častkov
Pour les articles homonymes, voir Částkov.
Častkov (allemand : Tschätschowe, hongrois : Császtko) est un village du district de Senica, dans la région de Trnava, en Slovaquie.

## Histoire
La première mention écrite du village date de 1394.

## Démographie

### Évolution de la population
| Année:               | 1994. | 2004.   | 2014.   | 2024.   |
| -------------------- | ----- | ------- | ------- | ------- |
| Nombre de personnes: | 594   | 610     | 606     | 550     |
| Différence:          |       | +2,69 % | -0,65 % | -9,24 % |

| Année:               | 2023. | 2024.   |
| -------------------- | ----- | ------- |
| Nombre de personnes: | 559   | 550     |
| Différence:          |       | -1,61 % |